# New-Orleans-Hurrikan (1915)
Der New Orleans Hurrikan von 1915 war ein tropischer Wirbelsturm der Kategorie 4, der sich am 22. September 1915 bildete und bis zum 1. Oktober andauerte. Er traf bei Grand Isle in Louisiana (USA) aufs Festland. Bei dem Hurrikan kamen zirka 275 Menschen ums Leben; der Sachschaden betrug etwa 13 Millionen US-Dollar. 

## Entwicklung des Sturms
Der Hurrikan wurde zuerst in der Nähe der Leeward Inseln zwischen Puerto Rico und Südamerika beobachtet. Im weiteren Verlauf überquerte er die Halbinsel Yucatán und zog nordwärts über den Golf von Mexiko, wo er sich zu einem Sturm der Kategorie 4 entwickelte. Als er sich der US-amerikanischen Golfküste näherte, wurden von Florida bis Louisiana Hurrikan-Warnungen ausgesprochen. Der Hurrikan traf dann bei Grand Isle (Louisiana) aufs Festland; sein Zentrum befand sich 20 Meilen östlich von New Orleans. Er zog dann weiter nach Nordosten und schwächte sich bei der Überquerung von Mississippi, Alabama und Tennessee zu einem tropischen Sturm ab, ehe er den Norden erreichte.

## Auswirkungen
Aus New Orleans wurde berichtet, dass Dächer von den Häusern gefegt wurden und die presbyterische Kirche am Jackson Square ihre Kuppel verlor. Der Hurrikan zerstörte das Gebäude der Zeitung Times-Picayune. In der Stadt wurden mehr Kirchen beschädigt als intakt blieben. Die presbyterische Kirche am Lafayette Square brach völlig zusammen. Die Schäden durch den Sturm selbst waren größer als beim vorhergehenden Hurrikan, der die Stadt im Jahr 1909 getroffen hatte, aber die Flut war bei weitem nicht so stark. Dennoch wurde berichtet, dass das Wasser des Lake Pontchartrain durch den Sturm in die städtische Kanalisation gedrückt wurde.
Die Regionen entlang der Lower Coast südlich von New Orleans wurden hart getroffen. Eine Meldung lautete: „Das gesamte Land zwischen Poydras und Buras ist überschwemmt. Der Damm ist weg, der Verlust an Besitz ist erschreckend. Es gibt viele Tote. Die Situation erscheint schlimmer als jemals zuvor. Hilfe nötig. (...)“
Es gab 23 Tote in Venice, Louisiana und ähnlich viele Opfer in anderen Küstenorten wie Fremier und LaBranche. In Plaquemines Parish gab es schwere Überschwemmungen; mehrere Meilen des Damms waren weggespült worden. Tausende verloren ihre Häuser und Wohnungen. Der Hurrikan zerstörte auch viele Boote der Austernfischer und damit auch die Wirtschaft der Region. 
Obwohl der Hurrikan von 1915 nicht so viele Todesopfer forderte wie der Chenier Caminanda Hurricane von 1893, war er doch der tödlichste Sturm in Louisiana bis zu Hurrikan Betsy 50 Jahre später, 1965. Nach dem Sturm liefen umfangreiche Hilfsmaßnahmen an.